# 190th Street
190th Street, in origine 190th Street-Overlook Terrace, è una fermata della metropolitana di New York situata sulla linea IND Eighth Avenue. Nel 2019 è stata utilizzata da 1 535 450 passeggeri. È servita dalla linea A, attiva 24 ore su 24.

## Storia
La stazione fu aperta il 10 settembre 1932. Nel 2005 è stata inserita nel National Register of Historic Places.

## Strutture e impianti
La stazione è posta al di sotto di Fort Washington Avenue, ha due banchine laterali e due binari. Il mezzanino, dove sono posizionati i tornelli e due scale per ciascuna banchina, ha due punti di ingresso dal piano stradale: il primo è un corridoio che collega con Bennett Avenue, il secondo è un fabbricato viaggiatori dotato di tre ascensori che affaccia su Margaret Corbin Circle, termine di Fort Washington Avenue.

## Interscambi
La stazione è servita da alcune autolinee gestite da NYCT Bus.
- Fermata autobus